# Thamnium alopecuroides
Thamnium alopecuroides là một loài Rêu trong họ Neckeraceae. Loài này được (Harv.) Bosch & Sande Lac. miêu tả khoa học đầu tiên năm 1863.